# واگبهاتا
واگبهاتا (انگلیسی: Vagbhata (वाग्भट); ۱ ژانویهٔ ۰۶۰۰ – ۱ ژانویهٔ ۰۶۵۰) پزشک، و نویسنده بود. او یکی از تأثیرگذارترین نویسندگان آیورودا بود. چندین اثر با نام او به عنوان نویسنده مرتبط هستند، عمدتاً Ashtāṅgasaṅgraha (अष्टाङ्गसंग्रह) و Ashtāngahridayasaṃhitā (अष्टाङ्गहृदयसंहिता). با این حال، بهترین تحقیقات فعلی به تفصیل استدلال می‌کنند که این دو اثر نمی‌توانند محصول یک نویسنده واحد باشند. در واقع، کل مسئله ارتباط این دو اثر و نویسنده آنها بسیار دشوار است و هنوز راه درازی در پیش دارد.
سوشروتا، «پدر جراحی» و «پدر جراحی پلاستیک»، چاراکا، نابغه پزشکی، و واگبهاتا به عنوان «سه‌گانه» دانش آیورودا در نظر گرفته می‌شوند که واگبهاتا پس از دو نفر دیگر قرار دارد. به گفته برخی از محققان، واگبهاتا حدود قرن ششم میلادی در سندو زندگی می‌کرد. اطلاعات زیادی در مورد شخصیت او در دست نیست، جز اینکه به احتمال زیاد او یک پزشک ودایی بوده است، زیرا در نوشته‌های خود از خدایان هندو نام می‌برد و فرزندان، نوه‌ها و شاگردانش همگی هندوهای ودایی بودند. همچنین اعتقاد بر این است که او طب آیورودا را توسط پدرش و یک راهب ودایی به نام آوالوکیتا آموخته است.